# 木村万五郎
木村 万五郎（きむら まんごろう、生没年不詳）は、江戸時代末期の旗本。木村七右衛門の子。32歳で没した。知行は武蔵国、相模国500石。家紋は丸に釘貫。
文久2（1862年）12月25日、小普請組となる。元治元年（1864年）8月20日、書院番。慶応元年（1865年）6月27日、土屋豊後守組。
屋敷は、赤坂築地中之町にあった。